# La Mancellière-sur-Vire
La Mancellière-sur-Vire ist eine Ortschaft und eine ehemalige französische Gemeinde mit 548 Einwohnern (Stand: 1. Januar 2022) im Département Manche in der Region Normandie.
Mit Wirkung vom 1. Januar 2016 wurden die früheren Gemeinden Saint-Samson-de-Bonfossé, Gourfaleur, Saint-Romphaire und La Mancellière-sur-Vire zu einer Commune nouvelle mit dem Namen Bourgvallées fusioniert und haben in der neuen Gemeinde den Status einer Commune déléguée. Der Verwaltungssitz befindet sich im Ort Saint-Samson-de-Bonfossé.

## Lage
Nachbarorte von La Mancellière-sur-Vire sind Gourfaleur im Westen, Baudre im Norden, Sainte-Suzanne-sur-Vire im Nordosten, Condé-sur-Vire im Südosten und Saint-Romphaire im Süden.

## Bevölkerungsentwicklung
| Jahr      | 1962 | 1968 | 1975 | 1982 | 1990 | 1999 | 2008 | 2015 |
| --------- | ---- | ---- | ---- | ---- | ---- | ---- | ---- | ---- |
| Einwohner | 375  | 381  | 355  | 420  | 481  | 487  | 478  | 496  |

## Sehenswürdigkeiten
- Flurkreuz
- Kirche Saint-Jean-Baptiste, Monument historique seit 2005

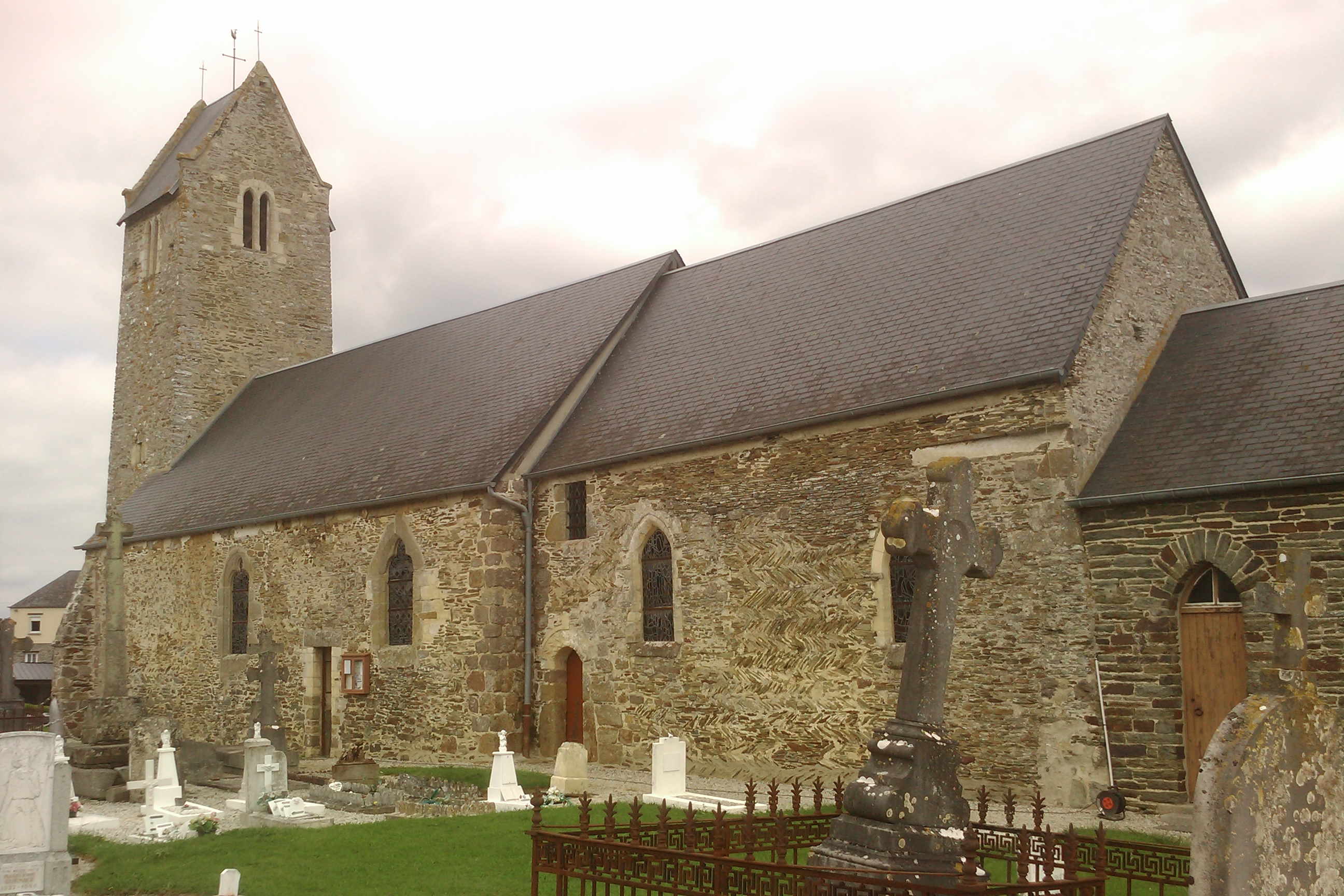
Kirche Saint-Jean-Baptiste